# Jean Piveteau
Jean Piveteau, né Honoré Jacques Jean Marie Piveteau le 23 septembre 1899 à Rouillac, en Charente, et mort le 7 mars 1991 à Paris, est un paléontologue et paléoanthropologue français, spécialiste des vertébrés du Paléozoïque, puis de l'évolution de l'Homme.

## Jeunesse
Jean Piveteau est le fils de Marc Gaston Piveteau, un négociant de la petite bourgeoisie rurale charentaise, et de Marie Barbotteaud, son épouse. À l'issue d'études secondaires au lycée d'Angoulême, il obtint le Baccalauréat en 1917, après quoi il fut immédiatement mobilisé. Ayant survécu à la Première Guerre mondiale, il se rend à Paris, travaille chez un éditeur et entreprend des études à la Sorbonne.
Jean Piveteau rencontre à l'Institut catholique le géologue-paléontologue Pierre Teilhard de Chardin (1881-1955), qui l'introduit auprès de Marcellin Boule (1861-1942), directeur du laboratoire de paléontologie du Muséum national d'histoire naturelle. Ce dernier lui confie l'étude des fossiles permiens de Madagascar (dont des stégocéphales et des thérocéphales) sur lesquels il commence à publier en 1923. La même année, Marcellin Boule l'envoie à Madagascar où il étudie principalement les dépôts permiens de la région de Tuléar, dans le Sud-Ouest de la Grande-Ile. Ces recherches lui permettent de soutenir en 1926 sa thèse de doctorat intitulée Paléontologie de Madagascar. Amphibiens et Reptiles permiens.

## Carrière académique
En 1938, Jean Piveteau est maître de conférences à la Sorbonne, puis professeur de paléontologie en 1942. De 1953 à 1970, il est le premier titulaire de la chaire de paléontologie de la Faculté des sciences de Paris (la Sorbonne), chaire qu'il a créée avec le « Laboratoire de paléontologie des vertébrés et de paléontologie humaine de la Sorbonne », pour faire le pendant universitaire de la chaire de paléontologie du Muséum national d'histoire naturelle, à laquelle il avait postulé mais qui fut attribuée à Camille Arambourg en 1936.

## Paléontologie
Jean Piveteau collabore avec Camille Arambourg (1885-1969) et publie avec lui en 1929 la description des mammifères fossiles du Pontien de Thessalonique, en Grèce, récoltés sous la direction de ce dernier pendant la campagne de Macédoine de l'Armée française d'Orient.
Jean Piveteau a été un grand spécialiste d'ichtyologie et d'herpétologie fossiles.

## Paléoanthropologie
À partir de 1950, Jean Piveteau s'oriente vers la paléontologie humaine.
Il était enfant quand les premiers restes de Néandertaliens ont été mis au jour en Charente, au Petit-Puymoyen en 1907, et à La Quina en 1911.
En Charente, il a encouragé les fouilles de la grotte de la Chaise, au hameau de la Chaise-de-Vouthon, à Vouthon, et la reprise des fouilles de la vallée des Eaux-Claires, à Puymoyen.
Il a encouragé les fouilles en Israël, et a été temporairement président de la revue Paléorient fondée par Jean Perrot (1920-2012).

## Organismes et associations
Jean Piveteau a été élu en 1956 à l'Académie des sciences (France), dont il est devenu président en 1973.
Il fut le premier président du conseil d'administration de la Fondation Teilhard de Chardin (de 1964 à 1982), après avoir contribué à sa création pour la diffusion des travaux théoriques de ce paléontologue-philosophe. Cette fondation est un centre de documentation hébergé à l'Institut de Paléontologie Humaine, actuellement présidé par Henry de Lumley.
Il a aussi été président de la Société géologique de France en 1937, de la Société d'anthropologie de Paris en 1947, membre puis président du Conseil national de la recherche archéologique, membre de l'Académie internationale d'histoire des sciences, et de la Société de paléontologie des vertébrés en 1960.

## Divers
Jean Piveteau avait une vaste culture épistémologique et philosophique. En plus de la paléontologie, il a enseigné la méthodologie des sciences et de la logique de 1941 à 1945.
Son fils, Jean-Luc Piveteau (1928-2021), a été professeur émérite de géographie à l'université de Fribourg, en Suisse.

## Décoration

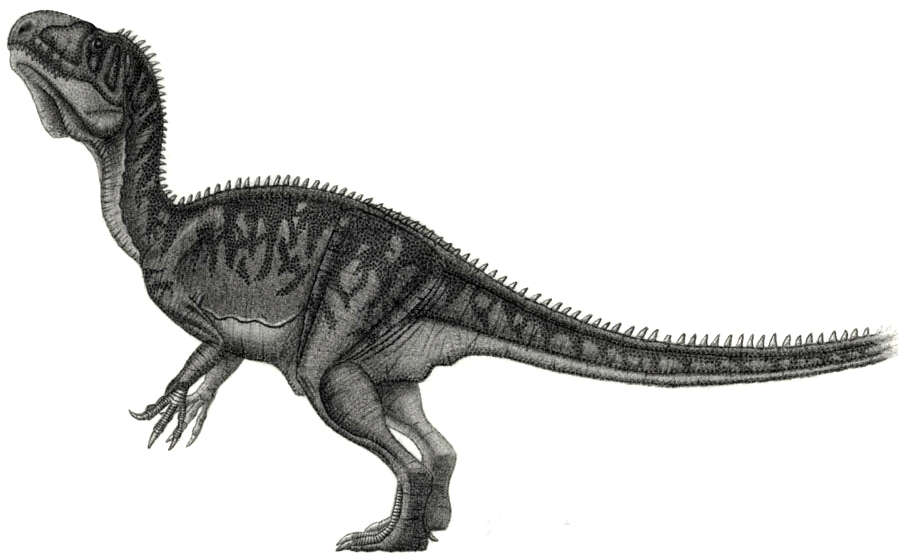
Restitution paléoartistique de Piveteausaurus

- Commandeur de l'ordre des Arts et des Lettres (1966)[4]

## Taxons dédiés
- une espèce de mollusques pectinidés fossiles : Chlamys piveteaui, Nicolaï, 1950 ;
- un genre de cœlacanthes fossiles datant du Trias inférieur de Madagascar : Piveteauia madagascariensis, 1952[5] ;
- une espèce de radiolaires (plancton siliceux) fossiles du Carbonifère (Viséen) : Lapidopiscum piveteaui, Deflandre, 1958[6] ;
- une sous-espèce de chevaux du Paléolithique : Equus caballus piveteaui, David et Prat, 1962[7] ;
- un genre de dinosaures : Piveteausaurus, 1977 ;
- l'espèce type d'un reptile du Permien supérieur de Madagascar : Acerosodontosaurus piveteaui, Currie, 1980[8] ;
- une espèce de calmars du Callovien : Gramadella piveteaui, 1982[9].

## Publications
- Jean Piveteau, Des premiers vertébrés à l'homme, Paris, Albin Michel, coll. « Sciences d'aujourd'hui », 1960
- Jean Piveteau, Origine et destinée de l'homme (1983)
- Jean Piveteau, La main et l'hominisation (1991)

### Direction éditoriale
- Jean Piveteau (dir.), Traité de paléontologie, 7 volumes (le 7e volume porte sur la paléoanthropologie), 1952-1969